# Gorizont 33
O Gorizont 33 (também conhecido por Gorizont 45L) foi um satélite de comunicação geoestacionário russo da série Gorizont construído pela NPO PM. Ele esteve localizado na posição orbital de 145 graus de longitude leste e era operado pela RSCC (Kosmicheskiya Svyaz). O satélite foi baseado na plataforma KAUR-3 e sua expectativa de vida útil era de 3 anos. O mesmo saiu de serviço após ficar sem controle em março de 2008.

## Lançamento
O satélite foi lançado com sucesso ao espaço no dia 06 de junho de 2000, por meio de um veículo Proton-K/Briz-M, lançado a partir do Cosmódromo de Baikonur, no Cazaquistão. Ele tinha uma massa de lançamento de 2.300 kg.

## Capacidade
O Gorizont 33 era equipado com 6 transponders em banda C e um em banda Ku.